# 本行寺 (津山市)
本行寺（ほんぎょうじ）は、岡山県津山市西寺町にある日蓮宗の寺院。山号は延寿山。美作における日蓮宗の布教拠点として栄えた。旧本山は京都市の妙覚寺、達師法縁(繁珠会)。境内には朝日訴訟（人間裁判）で知られる朝日茂の墓所がある。

## 歴史
文明年間（1469年－1487年）守兵部保重と堅田頼国、堅田為頼父子等が照知院日立（妙覚寺12世日寮の弟子）を開山に創建。その後衰退するが備前国金川の妙国寺から日繕を招き中興。慶長9年（1604年）津山城築城にともない移転、南新座をへて元和2年（1616年）現在地に再興された。その後寛文法難で破却され廃寺となるが文政5年（1822年）現在の本堂、庫裡が再建された。

## 境内
三間堂を有し、津山市内においては貴重な存在である。
- 本堂　文政5年、19世日運の代に再建。
- 庫裡　文政5年、19世日運の代に再建。
- 鐘楼門　23世日浄の代に再建。

## 参考資料
- 津山市教育委員会『津山市文化財保存活用地域計画』（PDF）2020年。2022年12月24日閲覧。

## 関連資料
- 小谷善守『出雲街道 第5巻』出雲街道刊行会
- 日蓮宗寺院大鑑編集委員会『宗祖第七百遠忌記念出版 日蓮宗寺院大鑑』大本山池上本門寺 （1981年）

座標: 北緯35度3分35.3秒 東経133度59分27.4秒 / 北緯35.059806度 東経133.990944度